# Interstate 55
Interstate 55 – amerykańska autostrada międzystanowa znajdująca się środkowej części Stanów Zjednoczonych. Droga rozpoczyna się w Nowym Orleanie a kończy się w Chicago. Trasa ma długość 1514 km.
Autostrada przebiega przez stany:
- Luizjana
- Missisipi
- Tennessee
- Arkansas
- Missouri
- Illinois

Interstate 55 jest ważną arterią komunikacyjną wielu miast, m.in.:
- Nowy Orlean - łączy się z autostradą międzystanową nr 10
- Memphis - skrzyżowanie z autostradą międzystanową nr 40
- Saint Louis - skrzyżowanie z autostradą międzystanową nr 70
- Chicago - skrzyżowanie z autostradą międzystanową nr 90, 94 i z pobliską autostradą międzystanową nr 80